# El sueño de una noche de verano (película de 1999)
El sueño de una noche de verano (A Midsummer Night's Dream) es una película estadounidense de comedia romántica de 1999 dirigida por Michael Hoffman y basada en la obra de teatro homónima de William Shakespeare, pero ambientada en la Toscana durante el siglo XIX.

## Sinopsis
Demetrio y Lisandro quieren a Hermia pero ella sólo tiene ojos para Lisandro. Las malas noticias son, el padre de Hermia quiere para ella a Demetrio. En el exterior esta Helena, la cual ama a Demetrio, pero este amor no es correspondido. Hermia y Lisandro planean huir de la ciudad al amparo de la oscuridad, pero son perseguidos por un enfurecido Demetrio (que a su vez es perseguido por una extasiada Helena). En el bosque, sin el conocimiento de los mortales, Oberón y Titania (rey y la reina de las hadas) tienen una disputa sobre un sirviente. La trama gira cuando el sirviente de Oberón, Puck, corre suelto con una flor que hace que las personas se enamoren de lo primero que vea al despertar.

## Elenco
- Kevin Kline como Nick Bottom;
- Michelle Pfeiffer como Titania;
- Rupert Everett como Oberón;
- Stanley Tucci como Puck;
- Calista Flockhart como Helena;
- Anna Friel como Hermia;
- Christian Bale como Demetrio;
- Dominic West como Lisandro;
- David Strathairn como Teseo;
- Sophie Marceau como Hipólita;
- Roger Rees como Peter Quince;
- Max Wright como Robin Starveling;
- Gregory Jbara como Snug;
- Bill Irwin como Tom Snout;
- Sam Rockwell como Francis Flute;
- Bernard Hill como Egeo; y
- John Sessions como Filóstrato.

## Banda sonora
En esta película se usan muchas obras importantes de la Ópera como son: 
- Sueño de una noche de verano de Felix Mendelssohn (1826)
- Brindis de La traviata de Giuseppe Verdi (1853)
- Una lágrima furtiva de L'Elixir d'amour de Gaetano Donizetti (1832)
- Casta diva de Norma de Vincenzo Bellini (1831)
- Non più mesta de La Cenicienta de Gioachino Rossini (1817)
- Intermezzo de Cavalleria Rusticana de Pietro Mascagni (1890)